# Riley Moss
Riley Moss (Des Moines, 3 marzo 2000) è un giocatore di football americano statunitense che milita nel ruolo di cornerback per i Denver Broncos della National Football League (NFL).

## Carriera

### Denver Broncos
Al college Moss giocò a football ad Iowa, venendo inserito per due volte nella formazione ideale della Big Ten Conference. Fu scelto nel corso del terzo giro (83º assoluto) del Draft NFL 2023 dai Denver Broncos. Debuttò come professionista subentrando nella gara del terzo turno contro i Miami Dolphins giocando 17 snap negli special team. La sua stagione da rookie si chiuse con 6 tackle in 14 presenze, nessuna delle quali come titolare.